# Чангде
Чангде (常德) град је Кини у покрајини Хунан. Према процени из 2009. у граду је живело 580.975 становника.

## Становништво
Према процени, у граду је 2009. живело 580.975 становника.
| 1990.   | 2000.   | 2009    |
| ------- | ------- | ------- |
| 301.276 | 437.451 | 580.975 |

## Партнерски градови
- Хигашиоми